# Wyznająca Konferencja Ewangelicko-Luterańska
Wyznająca Konferencja Ewangelicko-Luterańska – ogólnoświatowa organizacja stanowiąca porozumienie konserwatywnych kościołów luterańskich, tzw. skrzydła wyznającego. Jest spadkobierczynią Synodalnej Konferencji Ewangelicko-Luterańskiej Ameryki Północnej, z tą różnicą, że obecna organizacja ma charakter międzynarodowy i zrzesza kościoły luterańskie z całego świata.
Od chwili zawiązania w 1993 r. Konferencja urosła ze stowarzyszenia 13 konserwatywnych kościołów luterańskich, we wspólnotę ponad 20 kościołów o wspólnej, wyznającej tożsamości. Sesje plenarne Konferencji odbywają się raz na trzy lata. Do chwili obecnej odbyło się sześć plenarnych spotkań, w latach: 1993, 1996, 1999, 2002, 2005 oraz 2008.
Wiodącą rolę w Konferencji odgrywa Synod Ewangelicko-Luterański Wisconsin – trzecia, co do wielkości, denominacja luterańska w Stanach Zjednoczonych.
Konferencja nie uznaje Wspólnej deklaracji o usprawiedliwieniu.

## Kościoły członkowskie
| Kraj              | Kościół                                                 |
| ----------------- | ------------------------------------------------------- |
| Australia         | Synod Ewangelicko-Luterański Australii                  |
| Bułgaria          | Bułgarski Kościół Luterański                            |
| Czechy            | Czeski Kościół Ewangelicko-Luterański                   |
| Finlandia         | Wyznający Kościół Ewangelicko-Luterański w Finlandii    |
| Indonezja         | Geraja Lutheran                                         |
| Japonia           | Chrześcijański Kościół Ewangelicko-Luterański w Japonii |
| Kamerun           | Kościół Luterański w Kamerunie                          |
| Łotwa             | Wyznający Kościół Luterański na Łotwie                  |
| Kamerun           | Kościół Luterański Afryki Środkowej                     |
| Meksyk            | Wyznający Kościół Ewangelicko-Luterański w Meksyku      |
| Niemcy            | Wolny Kościół Ewangelicko-Luterański w Niemczech        |
| Nigeria           | Kościół Luterański „Chrystus Królem” w Nigerii          |
| Norwegia          | Wyznający Kościół Luterański w Szwecji i Norwegii       |
| Peru              | Synod Ewangelicko-Luterański Peru                       |
| Portoryko         | Wyznający Kościół Ewangelicko-Luterański w Portoryko    |
| Portugalia        | Kościół Luterański w Portugalii                         |
| Rosja             | Kościół Ewangelicko-Luterański „Concordia” w Rosji      |
| Stany Zjednoczone | Synod Ewangelicko-Luterański Wisconsin                  |
| Stany Zjednoczone | Synod Ewangelicko-Luterański Stanów Zjednoczonych       |
| Szwecja           | Wyznający Kościół Luterański w Szwecji i Norwegii       |
| Ukraina           | Ukraiński Kościół Luterański                            |
| Zambia            | Kościół Luterański Afryki Środkowej                     |